# Ogden Point
Ogden Point är en djuphamn vid en udde med samma namn på den sydöstra spetsen av Vancouver Island i British Columbia i Kanada, nära Vancouver. Den utgör den yttre delen av Victoria Harbour i staden Victoria.
Hamnen har två stora pirar, som byggdes under tidigt 1900-tal, och en vågbrytare. I hamnen finns också en heliport där frekventa resor till Vancouver Harbour, Vancouvers internationella flygplats och Seattle görs.
Ogden Point är uppkallad efter Peter Skene Ogden (1790–1854), som var en handelsman och upptäcktsresande för Hudson's Bay Company.
Hamnen har blivit en populär destination för kryssningsfartyg tack vare dess läge och närhet till Vancouver och Seattle med cirka 245 ankommande skepp från tio olika kryssningsbolag år 2018. Fler än 20 av dessa skepp har upp till 3 000 passagerare som besöker hamnen mellan april och början på oktober. De flesta kryssningsfartygen kryssar till Alaska från Seattle, Los Angeles eller San Francisco, men det finns även fartyg som kommer från Pacific Northwest, såsom Vancouver eller Seattle. Det finns även faciliteter för att reparera och underhålla olika sorters fartyg såsom kryssningsfartyg och kabelläggningsfartyg.

## Bilder

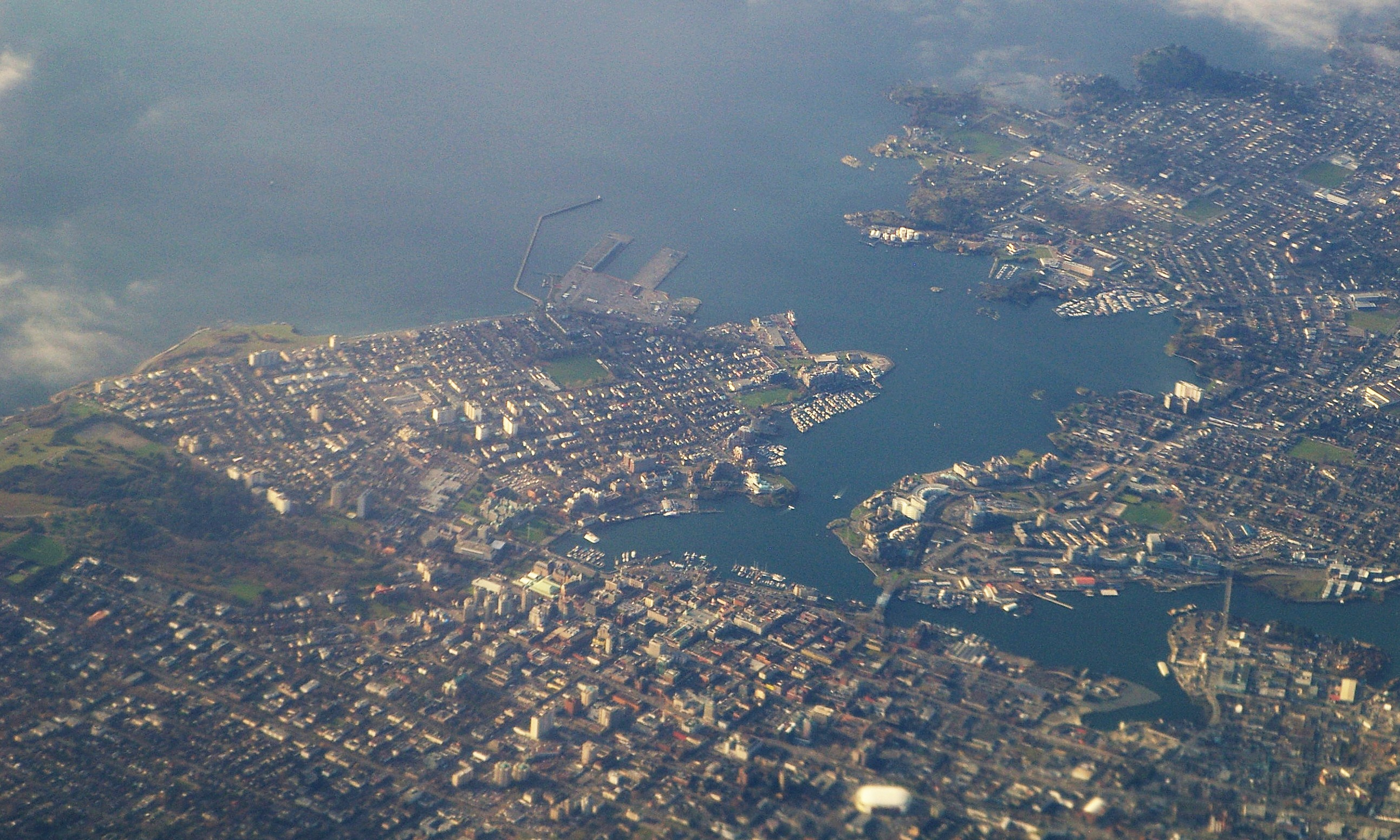
Ogden Point något ovanför mitten av bilden
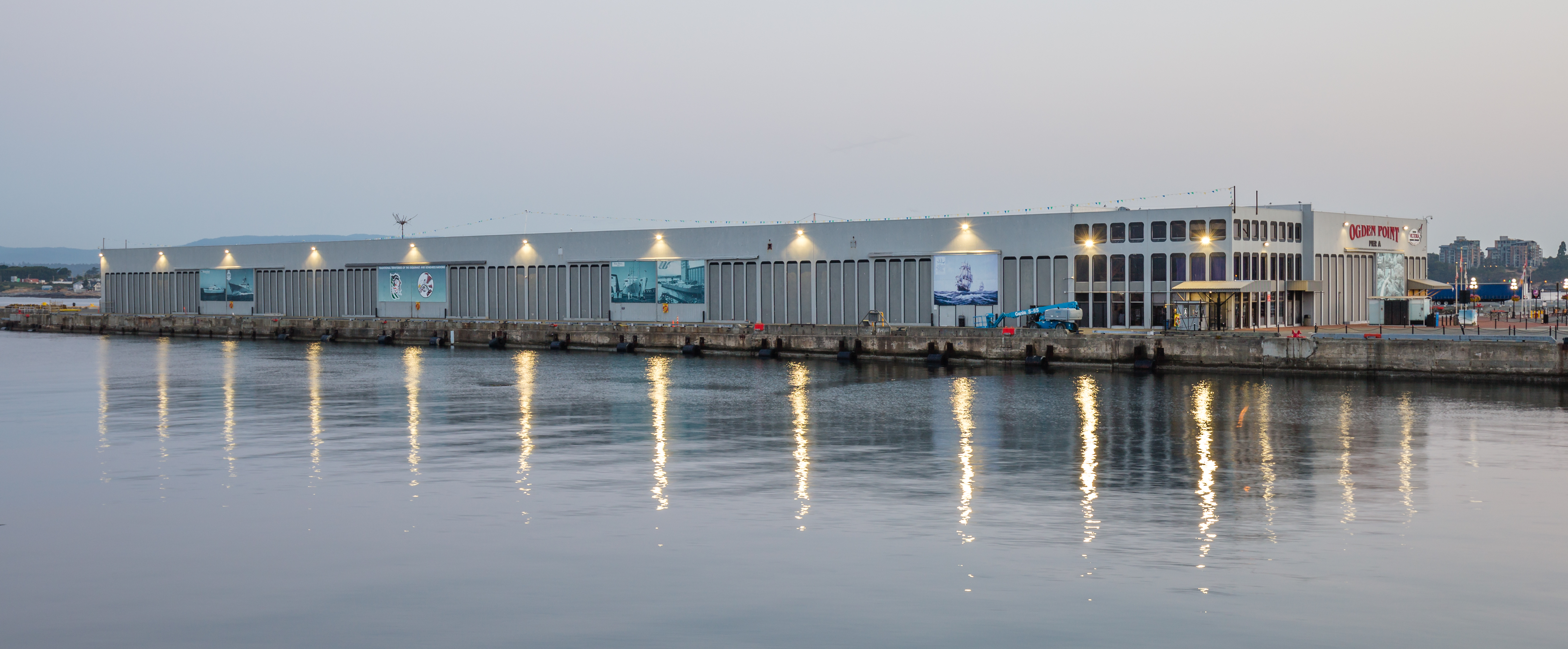
Pir i Ogden Point
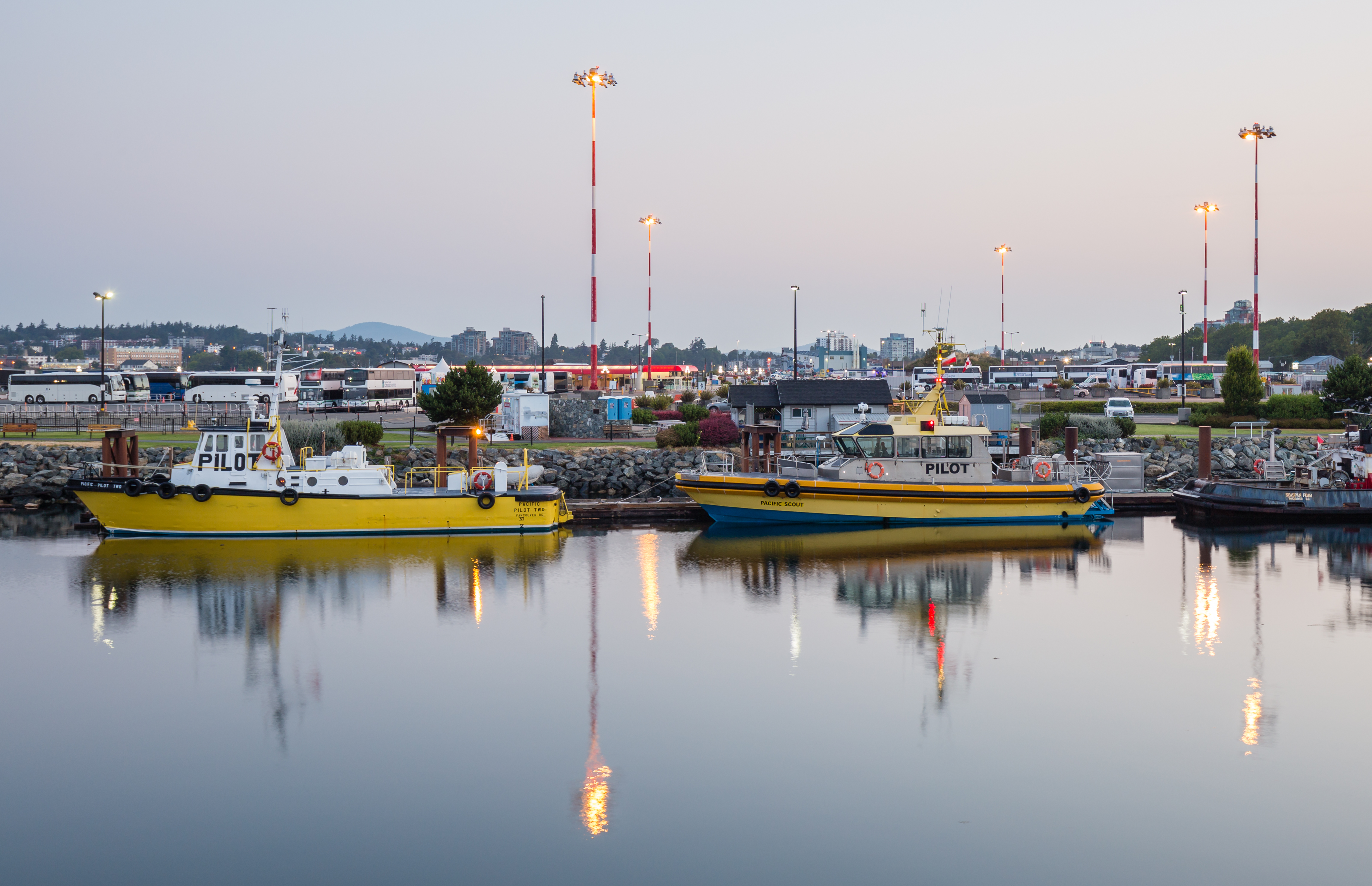
Lotsbåtar i Ogden Point